# Grabbskog Storträsket
Grabbskog Storträsket eller Storträsket är en sjö i Raseborgs stad i Finland.   Den ligger i landskapet Nyland, i den södra delen av landet, 90 km väster om huvudstaden Helsingfors. Grabbskog Storträsket ligger 25,1 meter över havet. I omgivningarna runt Grabbskog Storträsket växer i huvudsak barrskog. Arean är 1,3 kvadratkilometer och strandlinjen är 19,24 kilometer lång. Sjön  ingår i Skärgårdshavets kustområde, Åland. 